# Ken Gernander
Temple de la renommée LAH : 2013
Kenneth Robert Gernander (né le 21 mai 1964 à Coleraine, dans l'état du Minnesota aux États-Unis) est un joueur et entraîneur professionnel américain de hockey sur glace.

## Carrière de joueur
Joueur ayant joué presque la totalité de sa carrière dans la Ligue américaine de hockey, majoritairement dans l'organisation des Rangers de New York qui l'avait acquis à l'été 1994. Au cours de sa carrière, il ne joue que 27 matches dans la Ligue nationale de hockey, toutes avec les Rangers.
Il joue onze saisons avec le Wolf Pack de Hartford, aidant son équipe à remporter la Coupe Calder en 1999-2000. Il est aussi le récipiendaire du trophée Fred-T.-Hunt à deux reprises.
Après deux saisons passées comme entraîneur adjoint, il est nommé l'entraîneur chef du Wolf Pack de Hartford le 23 juillet 2007.
En 2013, il sera une des quatre personnalités admises au Temple de la renommée de la Ligue américaine de hockey.

## Statistiques
| Saison     | Équipe                      | Ligue      |     | Saison régulière | Saison régulière | Saison régulière | Saison régulière | Saison régulière |    | Séries éliminatoires | Séries éliminatoires | Séries éliminatoires | Séries éliminatoires | Séries éliminatoires |
| Saison     | Équipe                      | Ligue      | PJ  | B                | A                | Pts              | Pun              | PJ               | B  | A                    | Pts                  | Pun                  |                      |                      |
| 1985-1986  | Raiders de Greenway         | HS         | 23  | 14               | 23               | 37               | -                | -                | -  | -                    | -                    | -                    |                      |                      |
| 1986-1987  | Raiders de Greenway         | HS         | 26  | 35               | 34               | 69               | -                | -                | -  | -                    | -                    | -                    |                      |                      |
| 1987-1988  | Golden Gophers du Minnesota | NCAA       | 44  | 14               | 14               | 28               | 14               | -                | -  | -                    | -                    | -                    |                      |                      |
| 1988-1989  | Golden Gophers du Minnesota | NCAA       | 44  | 9                | 11               | 20               | 2                | -                | -  | -                    | -                    | -                    |                      |                      |
| 1989-1990  | Golden Gophers du Minnesota | NCAA       | 44  | 32               | 17               | 49               | 24               | -                | -  | -                    | -                    | -                    |                      |                      |
| 1990-1991  | Golden Gophers du Minnesota | NCAA       | 44  | 23               | 20               | 43               | 24               | -                | -  | -                    | -                    | -                    |                      |                      |
| 1991-1992  | Komets de Fort Wayne        | LIH        | 13  | 7                | 6                | 13               | 2                | -                | -  | -                    | -                    | -                    |                      |                      |
| 1991-1992  | Hawks de Moncton            | LAH        | 43  | 8                | 18               | 26               | 9                | 8                | 1  | 1                    | 2                    | 2                    |                      |                      |
| 1992-1993  | Hawks de Moncton            | LAH        | 71  | 18               | 29               | 47               | 20               | 5                | 1  | 4                    | 5                    | 0                    |                      |                      |
| 1993-1994  | Hawks de Moncton            | LAH        | 71  | 22               | 25               | 47               | 12               | 19               | 6  | 1                    | 7                    | 0                    |                      |                      |
| 1994-1995  | Rangers de Binghamton       | LAH        | 80  | 27               | 25               | 52               | 24               | 11               | 2  | 2                    | 4                    | 6                    |                      |                      |
| 1995-1996  | Rangers de Binghamton       | LAH        | 63  | 44               | 29               | 73               | 38               | -                | -  | -                    | -                    | -                    |                      |                      |
| 1995-1996  | Rangers de New York         | LNH        | 10  | 2                | 3                | 5                | 4                | 6                | 0  | 0                    | 0                    | 0                    |                      |                      |
| 1996-1997  | Rangers de Binghamton       | LAH        | 46  | 13               | 18               | 31               | 30               | 2                | 0  | 1                    | 1                    | 0                    |                      |                      |
| 1996-1997  | Rangers de New York         | LNH        | -   | -                | -                | -                | -                | 9                | 0  | 0                    | 0                    | 0                    |                      |                      |
| 1997-1998  | Wolf Pack de Hartford       | LAH        | 80  | 35               | 28               | 63               | 26               | 12               | 5  | 6                    | 11                   | 4                    |                      |                      |
| 1998-1999  | Wolf Pack de Hartford       | LAH        | 70  | 23               | 26               | 49               | 32               | 7                | 1  | 2                    | 3                    | 2                    |                      |                      |
| 1999-2000  | Wolf Pack de Hartford       | LAH        | 79  | 28               | 29               | 57               | 24               | 23               | 5  | 5                    | 10                   | 0                    |                      |                      |
| 2000-2001  | Wolf Pack de Hartford       | LAH        | 80  | 22               | 27               | 49               | 39               | 2                | 0  | 0                    | 0                    | 0                    |                      |                      |
| 2001-2002  | Wolf Pack de Hartford       | LAH        | 75  | 18               | 31               | 49               | 19               | 10               | 1  | 3                    | 4                    | 4                    |                      |                      |
| 2002-2003  | Wolf Pack de Hartford       | LAH        | 72  | 17               | 19               | 36               | 22               | 2                | 0  | 0                    | 0                    | 0                    |                      |                      |
| 2003-2004  | Wolf Pack de Hartford       | LAH        | 77  | 12               | 19               | 31               | 28               | 16               | 3  | 4                    | 7                    | 2                    |                      |                      |
| 2003-2004  | Rangers de New York         | LNH        | 2   | 0                | 0                | 0                | 2                | -                | -  | -                    | -                    | -                    |                      |                      |
| 2004-2005  | Wolf Pack de Hartford       | LAH        | 66  | 5                | 8                | 13               | 18               | 6                | 1  | 0                    | 1                    | 0                    |                      |                      |
| Totaux LNH | Totaux LNH                  | Totaux LNH | 12  | 2                | 3                | 5                | 6                | 15               | 0  | 0                    | 0                    | 0                    |                      |                      |
| Totaux LAH | Totaux LAH                  | Totaux LAH | 973 | 292              | 331              | 623              | 341              | 123              | 26 | 29                   | 55                   | 20                   |                      |                      |

## Trophées et honneurs personnels
- Trophée Fred-T.-Hunt en 1996 et 2004
- Coupe Calder en 2000

## Transactions en carrière
- 4 juillet 1994 : signe un contrat comme agent libre avec les Rangers de New York.